# Walhalla (Schiff, 1953)
Walhalla war der Name eines deutschen Ausflugsschiffes.

## Geschichte
Das Schiff wurde 1953 auf der Schiffswerft Clausen in Oberwinter gebaut. Es war zunächst als Ingrid in Oberkassel gemeldet, gehörte damals Karl Richarz und fuhr für die Bonner Personenschiffahrt. Das Schiff war damals mit einer MWM-Maschine mit 220 PS ausgestattet und durfte 278 Personen befördern.
Von 1958 bis 1967 gehörte das Schiff laut Dieter Schubert und dem Binnenschifferforum zur Flotte der Neckar-Personen-Schiffahrt Berta Epple.
Danach kam das Schiff nach Bayern und erhielt den Namen Walhalla. Laut einem Eintrag im Binnenschifferforum ging es dabei durch wechselnde Hände: Von 1967 bis 1976 soll die Walhalla dem Unternehmen Knoll in Regensburg gehört haben, danach soll sie bis 1979 zur Flotte des Bayerischen Lloyd gehört haben, 1979 kurzfristig für die VSK (Vereinigte Schifffahrtsunternehmen Kelheim) gefahren sein, und von 1979 bis 1986 sei die Walhalla an die Regensburger Personenschifffahrt Klinger verchartert gewesen. Dieter Schubert führt die Walhalla im Jahr 2000 als Schiff der VSK, MDK-Schiffahrt Altmühltal. Das Schiff, damals immer noch mit 220 PS motorisiert und für 250 Fahrgäste zugelassen, fuhr nicht im Liniendienst, sondern wurde für Sonder- und Charterfahrten genutzt.
Bilder aus dem Jahr 2009 zeigen das Schiff mit einer Tafel, auf der als Besitzerin die Berchinger Personenschifffahrt Stadler/Steibl GbR genannt wird und die Zahl der Personen, die das Schiff befördern darf, mit 150 angegeben ist. Die Strecke Berching-Beilngries, auf der die Walhalla bis zum Jahr 2017 fuhr, wurde danach aus wirtschaftlichen Gründen aus dem Programm des Unternehmens gestrichen.
Ab 2018 lag das Schiff ungenutzt in Riedenburg; zeitweise war es zum Verkauf ausgeschrieben. Im September 2021 wurde berichtet, die Eigentümerin des Schiffes, Karin Steibl-Lotter, verhandle mit zwei möglichen Käufern. Die Betriebsgenehmigung für die Walhalla war zu diesem Zeitpunkt allerdings schon abgelaufen.
Im Dezember 2021 erfuhr man, Karin Steibl-Lotter habe nun einen Platz in einem Trockendock im Hafen von Saal für das Schiff gefunden und der „Schandfleck“ werde auf alle Fälle vor Beginn der neuen Tourismussaison beseitigt werden.